# Cantó de Perpinyà-8
El cantó de Perpinyà-8 és una divisió administrativa francesa, situada a la Catalunya del Nord, al departament dels Pirineus Orientals.

## Composició
El cantó de Perpinyà-8 està format per una part de la ciutat de Perpinyà (capital del cantó) que aplega els barris de
- Estació
- Sant Aciscle
- Parc Ducup
- Carretera de Prada
- Sant Carles

## Història

### Fins al 2015
El cantó de Perpinyà-VIII fou creat en 1982 (decret n. 82-84 de 25 de gener de 1982). Va sorgir de la divisió del cantó de Perpinyà-V en tres nous cantons. Comprenia la part del territori de la vila de Perpinyà delimitat a l'est pel límit municipal, al nord pel riu Tet, a l'est pels eixos: carrer de la Ribera, avinguda de Gran Bretanya, cursa Lazare-Escarguel, al sud pel riu Baix. Va estar reanomenat Perpinya-8 després de la redistribició dels cantons de l'aglomeració de Perpinyà en 1985 (decret n. 85-149 de 31 de gener de 1985).

### A partir del 2015
Aquest cantó desapareix i els districtes que el formaven passen a formar part del nou Cantó de Perpinyà-2, remodelat aquest any.

## Consellers generals
| Data d'elecció | Identitat                  | Partit          | Qualitat                                                                             |
| -------------- | -------------------------- | --------------- | ------------------------------------------------------------------------------------ |
| 1982-1988      | Daniel Gineste             | PS              |                                                                                      |
| 1988 - 2001    | André Comaills             | RPR             | .                                                                                    |
| 2001 - 2008    | Jean Maydat                | UDF després UMP | .                                                                                    |
| 2008 - en curs | Hermeline Malherbe-Laurent | PS després DVG  | Consellera regional Presidenta del consell general des de 2010 Senadora des de 2014. |